# Hortus Botanicus Helveticus
El Hortus Botanicus Helveticus (HBH) es una asociación de jardines botánicos y de colecciones de plantas en Suiza. 

## Historia
La asociación (HBH) fue fundada en 1996. Junto a los 31 jardines botánicos y colecciones de plantas de Suiza, son los miembros individuales, los miembros honorarios y miembros simpatizantes de la organización. 
Desde el 2005 la asociación ha representado a Suiza en el consorcio de jardines botánicos dentro de la Unión Europea. 
La HBH comisiona las ayudas para la conservación de las colecciones de plantas tanto nacionales como internacionales, y comisionan así mismo la organización para la protección de plantas amenazadas en sus propios hábitat, en asociación con los institutos regionales y nacionales. 
La asociación tiene como objetivo una recaudación de fondos común tanto en el gobierno, como en el sector económico y el sector turístico. Uno de sus objetivos es el aumento del conocimiento y de las habilidades de la horticultura entre sus miembros. 
La secretaría de HBH tiene su sede en Wädenswil. Los institutos conectados con ellos abarcan al país por completo. Entre otros uno de sus miembros es Papiliorama. 